# 米歇尔·罗兰
米歇尔·安妮·罗兰（Michelle Anne Rowland，1971年11月16日—）是澳大利亚政治家。她是澳大利亚工党的成员，自2010年以来一直擔任眾議員議員，並代表格林威選區。从2013年到 2022年，她是影子內閣的成员，其後工党在2022年联邦大选获胜，她被任命为通讯部长。